# El-Hiba
El-Hiba (Arabisch: الحيبة) of Ankyronpolis of Tajoe-Djajet was in het Oude Egypte een grensstad tussen het land van de hogepriester van Amon en de farao's van Thebe en lag in de nomos 18 van Opper-Egypte. De naam van de stad betekent Hun Muur vanwege de hoge verdedigingswallen. De stad was vooral tijdens de twintigste tot de tweeëntwintigste dynastie belangrijk.
Tijdens het bewind van Sjosjenq I en Osorkon I werd in el-Hiba een tempel voor Amon gebouwd, waarvan de ruïnes nog steeds bewaard zijn. De stad had een uitgebreide necropolis, die bekend staat om de vondsten van talrijke hiëratische, demotische en in het Grieks geschreven papyri.
De eerste opgravingen dateren van begin de twintigste eeuw. Onder andere waren Bernard Pyne Grenfell en Arthur Surridge Hunt er actief. In 2001 stonden de opgravingen onder leiding van de Universiteit van Californië - Berkeley. Tijdens de Egyptische Revolutie in 2011 werd het onderzoek gestaakt en werd de site geplunderd.